# Ариадна (кратер)
Ариа́дна — кратер в области Эйстлы на Венере.
Диаметр Ариадны равен 23,6 км (оценка Института Луны и планет — 20,8 км). Ширина вала — 3 км, диаметр центральной горки — 6 км. Кратер окружает область выбросов средней шириной 17 км, а на юг от него отходит поток застывшей лавы длиной 76 км.
Центральный пик Ариадны с начала 1980-х годов определяет нулевой меридиан Венеры (ранее его определял кратер Ева).
Назван в честь древнегреческой мифической героини Ариадны. Название утверждено МАС в 1985 году.